# Кракау, Август
Август Вильгельм Кракау (нем. August Vilhelm Krakau; 12 сентября 1894 — 7 января 1975) генерал-лейтенант Нацистской Германии во  Второй Мировой войне, командующий 7-й горной дивизией, базирующейся в Финляндии (с декабря 1942 по апрель 1945), входящей в 20-ю горную армию под командованием: генерал-полковника Эдварда Дитля (20.6.1942-23.6.1944), генерал-полковника Лотара Рендулича (25.6.1944-18.01.1945), генерала горных войск Франца Бёме (18.01.1945-08.05.1945).

## Биография
Август Кракау был арестован в Осло, Норвегия 30 августа 1945 года[4] и был доставлен в лагерь для военнопленных в Бриджент, Южный Уэльс, Великобритания, [4] где содержались высокопоставленные военнопленные и ожидали экстрадиции на Нюрнбергский процесс. 2 мая 1946 года[4] он был переведен в Лондонский окружной изолятор. В августе 1947[1] был участником Нюрнбергского процесса как свидетель (заявления под присягой) по делам о деятельности[1]: фельдмаршала Вильгельма Листа на о.Крите и в Сербии, фельдмаршала Вильгельма Кейтеля в Греции.
Август Кракау родился в городе Пирмазенс, Рейнланд-Пфальц, Королевства Бавария, Германской империи 12 сентября 1894 года[4].
Во время Первой мировой войны, немец Август Кракау в 19 лет (07.08.1914)[4] записался военным добровольцем в Королевскую баварскую армию. Прошел двухмесячные курсы подготовки офицеров (04.06.2015)[4].  Был ранен осколками гранаты (17.06.1916)[4] и три месяца провел в госпитале. За три года военной службы дослужился до лейтенанта (03.08.1917)[4].
В 1935 году (в 40 лет)[4] стал майором. В сентябре 1939 года[4] принимал участие во вторжении в Польшу и взятии Варшавы. В июне 1940 года[4] принимал участие во вторжении во Францию. В апреле 1941 года[4] принимал участие во вторжении в Грецию. В мае 1941 года[4] принял участие во вторжении на о.Крит. Зимой 1941 - 1942 гг.[4] принимал участие в боевых действиях Северного участка Восточного фронта в Северной Карелии[5],[6]. В мае 1942 [4] направлен в Финляндию. В августе 1942[4] присвоено звание генерал-майора (01.08.1942)[4].  С декабря 1942 по апрель 1945[4] командовал 7-й горной дивизией Вермахта. В июле 1943[4] присвоено звание генерал-лейтенанта (10.06.1943)[4].
В сентябре 1944 года Финляндия подписала сепаратное мирное соглашение с СССР и Великобританией и всем нацистским войскам было предложено покинуть территорию Финляндии в течение двух недель. С октября 1944 по январь 1945 принимал участие в Лапландской войне.
4 октября 1944 нацистская 20-я горная армия (ок. 200 тыс.чел.)[7], расположенная в Лапландии и примерно в 100 км восточнее финской границы, под командованием генерал-полковника, Лотара Рендулича, получила приказ[7] занять позиции в районе Люнген-фьорда в Норвегии, что означало перемещение протяженностью более 2000 км (по имеющимся дорогам) в условиях арктической зимы.  Финские войска преследовали 18-й корпус (7-я горная дивизия Вермахта, 6-я горная дивизия СС и оставшаяся половина дивизии "К" (Кройтлера))[7], а советские войска преследовали вторую половину нацистской 20-й горной армии (19-й корпус и 36-й корпус)[7] через Киркенес вплоть до Тана-фьорда в Норвегии  и до района западнее Ивало. В середине января 1945 Август Кракау, командующий 7-й горной дивизией Вермахта , покинул территорию Финляндии и занял с дивизией позиции на берегу  Люнген-фьорда в Норвегии[7].
После ареста (30.08.1945)[4] и заключения под стражей, Август Кракау жил до 7 января 1975 года[4] и в возрасте 80 лет и 4 месяцев скончался в окружной больнице г.Амберга, Верхний Пфальц (Оберпфальц), Бавария, Федеративной Республики Германия.

## Награды
- Прусский железный крест 2-го класса (1917)
- Прусский железный крест 1-го класса (1918)
- Баварский крест "За военные заслуги" 2-го класса с мечами (917)
- Почётный крест для участников боевых действий 1914-1917гг.
- Австрийский крест "За военные заслуги" 3-го класса (1918)
- Медаль за выслугу лет в Вооруженных силах 3-й степени (за 12 лет службы)
- Крест за выслугу лет в Вооруженных силах 1-й степени (за 25 лет службы)
- Почётная сабля за отличную стрельбу из крупнокалиберного пулемёта[4] (1933)
- Рыцарский Железный крест (1941)
- Финский орден Креста Свободы 1-й степени с мечами (1943)